# 腦震盪後症候群
腦震盪后症候群(Post-concussion syndrome, PCS)為腦震盪(輕度的創傷性腦損傷, MTBI)後所產生的一系列症狀，它可能持續幾週、幾個月或有時一年以上。PCS為創傷性腦損傷(TBI)最常發生的一種狀況，38-80%的輕度頭部創傷皆可能有此症狀。腦震盪症候群的判斷標準可能為當症狀持續超過3個月，也可能在一週內或10天就被判斷為腦震盪症候群。持續性的腦震盪症候群(PPCS)的症狀會持續超過6個月，或根據其他標準，3個月以上。
腦震盪症候群會導致各式各樣的症狀：在生理上的，如頭痛；在認知上的，如注意力不易集中；以及在情緒及行為上的，如易怒以及愛亂幻想，有嚴重幻想症。因為很多腦震盪症候群的症狀常見於其他疾病，或因其他疾病導致而加劇，因此有誤診的風險。雖然目前並沒有針對PCS本身的治療，但其症狀可被治療；目前有藥物及物理/行為治療可使用，病人也可獲知其症狀及一般的預後。
目前並不清楚什麼導致PCS的症狀及該症狀的持續，也不清楚為何有些人在輕度的創傷性腦損傷後會產生PCS、有些人則不會。其症候群的性質及診斷從19世紀以來一直被激烈探討，不過，部分的風險因素已被確定;例如，已存在的身心狀況、對於殘疾的預期及年老皆會增加PPCS的可能性。病患腦部受傷前、受傷期間及復原後的身心因素皆被認為跟PCS的發展有關。

## 徵兆及症狀
腦震盪症候群的英文縮寫PCS亦可用來代表腦震盪後遺症。該後遺症可能立即出現或在受傷後幾個星期到幾個月後才出現，其症狀會隨著時間慢慢緩解。腦震盪症候群症狀的性質有隨著時間改變的傾向：受傷一開始大多為生理上的症狀，但傾向後來改變為以心理上的症狀為主。徵兆及症狀如對於聲音的敏感、注意力不集中及記憶的問題、易怒、沮喪、焦慮、疲勞及判斷力差可被統稱為"晚期症狀"，因為這些症狀大多都不會在受傷後立即發生，而是會在幾天或幾個星期後才發生。噁心及嗜睡的狀況經常於腦震盪的二到四週後發生，並可能持續很久的時間。另外，頭痛及頭暈的現象會在受傷後立即發生，並且可能持續很久。